# Rieppeleon kerstenii
Rieppeleon kerstenii là một loài thằn lằn trong họ Chamaeleonidae. Loài này được Peters mô tả khoa học đầu tiên năm 1868.

## Hình ảnh

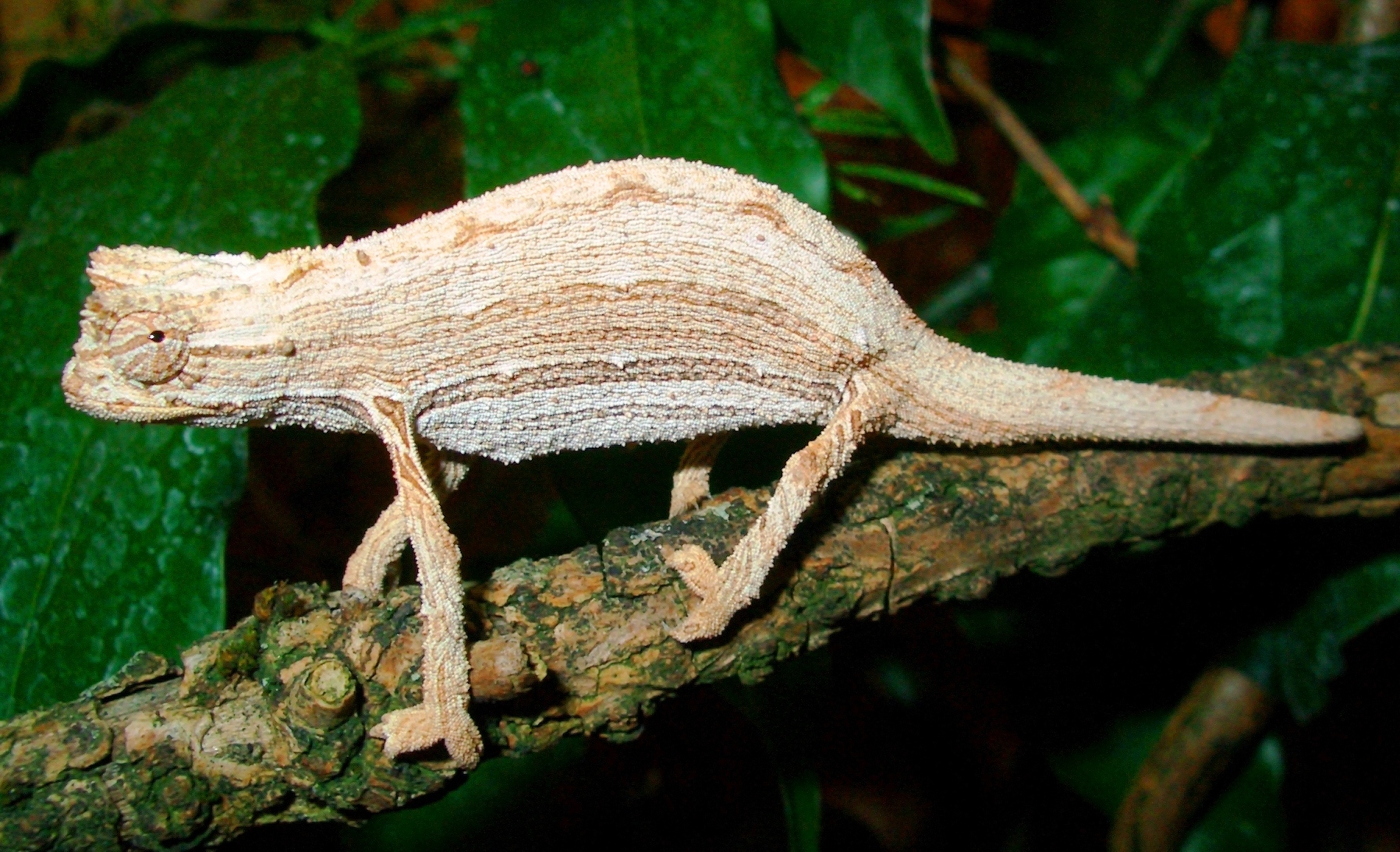